# ليوبولد ديمرز
ليوبولد ديمرز هو سياسي كندي، ولد في 14 أغسطس 1912 في مدينة كيبك في كندا، وتوفي في 21 نوفمبر 1990 في لافال في كندا. نشط حزبياً في الحزب الليبرالي الكندي. وقد انتخب عضو مجلس العموم الكندي.